# Afrobystra sinuatops
Afrobystra sinuatops là một loài tò vò trong họ Ichneumonidae.